# Azza Al Qasmi
Azza Al Qasmi, född 12 februari 1985, är en bahrainsk sportskytt som tävlade för, samt var flaggbärare för, Bahrain i olympiska sommarspelen 2012.